# Laila Robins
Laila Robins (ur. 14 marca 1959 w St. Paul w stanie Minnesota) – amerykańska aktorka, znana głównie z występów serialowych.

## Wybrana filmografia
- Seks w wielkim mieście (2004 – występ gościnny)
- Rodzina Soprano (1999–2001 – występy gościnne)
- Prawo i porządek: Zbrodniczy Zamiar (2001 – występ gościnny)
- Drop Back Ten (2000)
- Brygada ratunkowa (2000 – występ gościnny)
- Prawo i porządek (1996–1998 – występy gościnne)
- Kobiece perwersje (1996)